# Camptandra parvula
Camptandra parvula är en enhjärtbladig växtart som först beskrevs av George King och John Gilbert Baker, och fick sitt nu gällande namn av Henry Nicholas Ridley. Camptandra parvula ingår i släktet Camptandra och familjen Zingiberaceae. Inga underarter finns listade i Catalogue of Life.